# Косцюшко (округ, Індіана)
Шаблон:StateAbbr_ 41°14′ пн. ш. 85°52′ зх. д. / 41.24° пн. ш. 85.86° зх. д.
Округ Косцюшко (англ. Kosciusko County, МФА: /kɒziˈɛskoʊ/) — округ (графство) у штаті Індіана, США. Ідентифікатор округу 18085.

## Історія
Округ утворений 1835 року.

## Демографія
За даними перепису
2000 року
загальне населення округу становило 74057 осіб, зокрема міського населення було 34676, а сільського — 39381.
Серед мешканців округу чоловіків було 36982, а жінок — 37075. В окрузі було 27283 домогосподарства, 19997 родин, які мешкали в 32188 будинках.
Середній розмір родини становив 3,11.
Віковий розподіл населення поданий у таблиці:
| Стать    | До 15 років | 15-21 | 22-29 | 30-39 | 40-49 | 50-65 | 65-85 | Понад 85 |
| -------- | ----------- | ----- | ----- | ----- | ----- | ----- | ----- | -------- |
| Чоловіки | 8780        | 3818  | 3913  | 5394  | 5708  | 5661  | 3361  | 347      |
| Жінки    | 8258        | 3434  | 3742  | 5260  | 5474  | 5738  | 4390  | 779      |

## Суміжні округи
- Елкгарт — північ
- Нобл — північний схід
- Вітлі — південний схід
- Вобаш — південь
- Фултон — південний захід
- Маршалл — захід

## Виноски
1. ↑  U.S. Decennial Census. United States Census Bureau. Архів оригіналу за 26 квітня 2015. Процитовано 10 липня 2014.
2. ↑  Historical Census Browser. University of Virginia Library. Архів оригіналу за 11 серпня 2012. Процитовано 10 липня 2014.
3. ↑  Population of Counties by Decennial Census: 1900 to 1990. United States Census Bureau. Архів оригіналу за 4 жовтня 2014. Процитовано 10 липня 2014.
4. ↑  Census 2000 PHC-T-4. Ranking Tables for Counties: 1990 and 2000 (PDF). United States Census Bureau. Архів оригіналу (PDF) за 18 грудня 2014. Процитовано 10 липня 2014.
5. ↑  Kosciusko County QuickFacts. Бюро перепису населення США. Архів оригіналу за 7 червня 2011. Процитовано 25 вересня 2011.(англ.) Наведено за англійською вікіпедією.
6. ↑  American FactFinder. Бюро перепису населення США. Архів оригіналу за 29 липня 2011. Процитовано 31 січня 2008.

| США | Це незавершена стаття з географії США. Ви можете допомогти проєкту, виправивши або дописавши її. |